# Surfside Beach (Texas)
Surfside Beach is een plaats (city) in de Amerikaanse staat Texas, en valt bestuurlijk gezien onder Brazoria County.

## Demografie
Bij de volkstelling in 2000 werd het aantal inwoners vastgesteld op 763.
In 2006 is het aantal inwoners door het United States Census Bureau geschat op 865, een stijging van 102 (13.4%).

## Geografie
Volgens het United States Census Bureau beslaat de plaats een oppervlakte van
5,8 km², waarvan 4,6 km² land en 1,2 km² water.

## Plaatsen in de nabije omgeving
De onderstaande figuur toont nabijgelegen plaatsen in een straal van 20 km rond Surfside Beach.